# North Harmony (Nueva York)
North Harmony es un pueblo ubicado en el condado de Chautauqua, en el estado estadounidense de Nueva York. Según el censo de 2020, tiene una población de 2.192 habitantes.
La localidad está en el lado oeste del lago Chautauqua, donde hay varios lugares de veraneo.

## Geografía
North Harmony se encuentra ubicado en las coordenadas 42°8′3″N 79°26′16″O / 42.13417, -79.43778.

## Demografía
Según la Oficina del Censo en 2000 los ingresos medios por hogar en la localidad eran de $42,181, y los ingresos medios por familia eran $47,614. Los hombres tenían unos ingresos medios de $34,375 frente a los $22,554 para las mujeres. La renta per cápita para la localidad era de $18,795. Alrededor del 9.7% de la población estaban por debajo del umbral de pobreza.